# Sinh cảnh

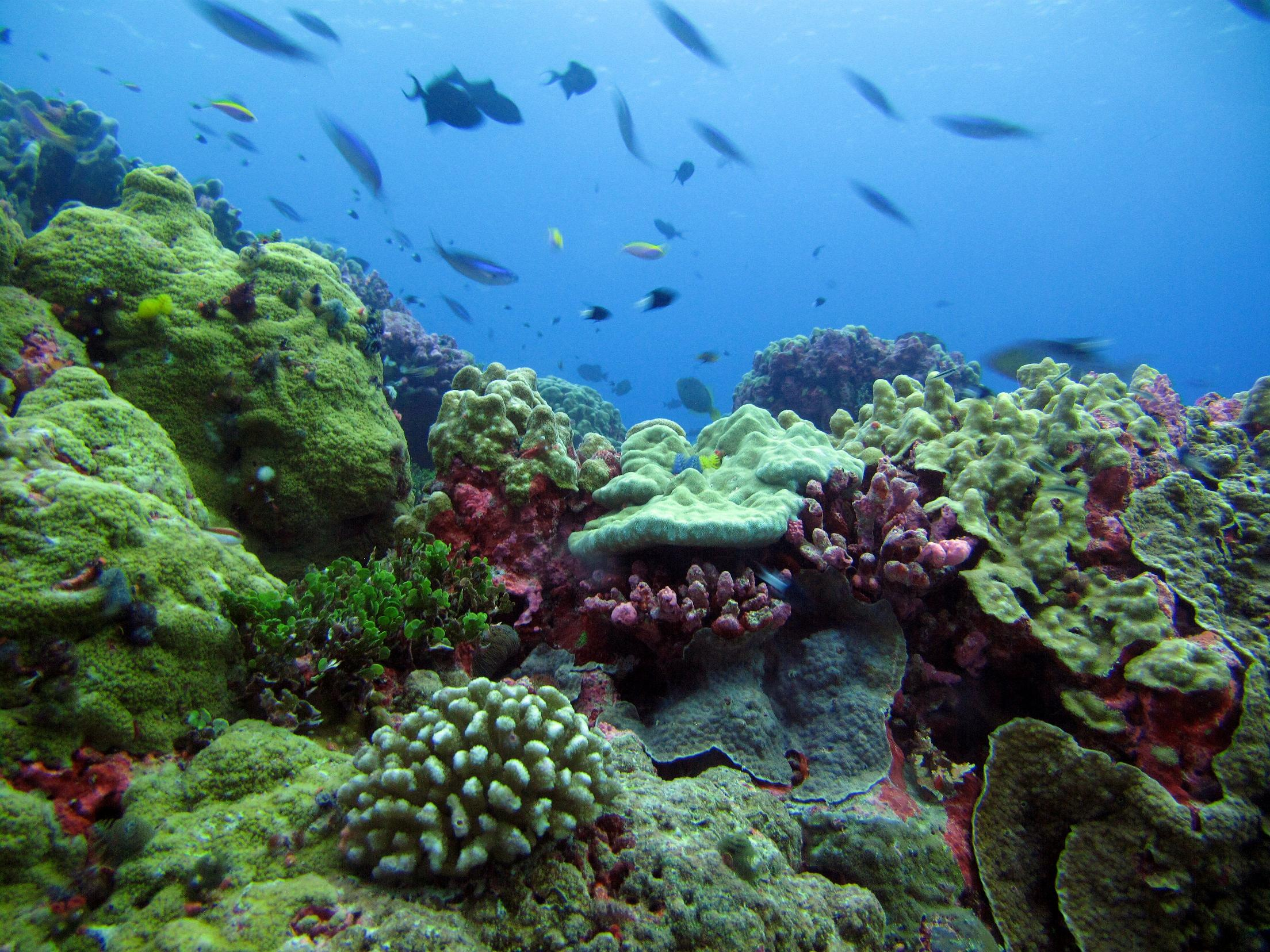
Rạn san hô này nằm ở Khu bảo tồn Quần đảo Phoenix cung cấp sinh cảnh cho nhiều loài sinh vật biển.

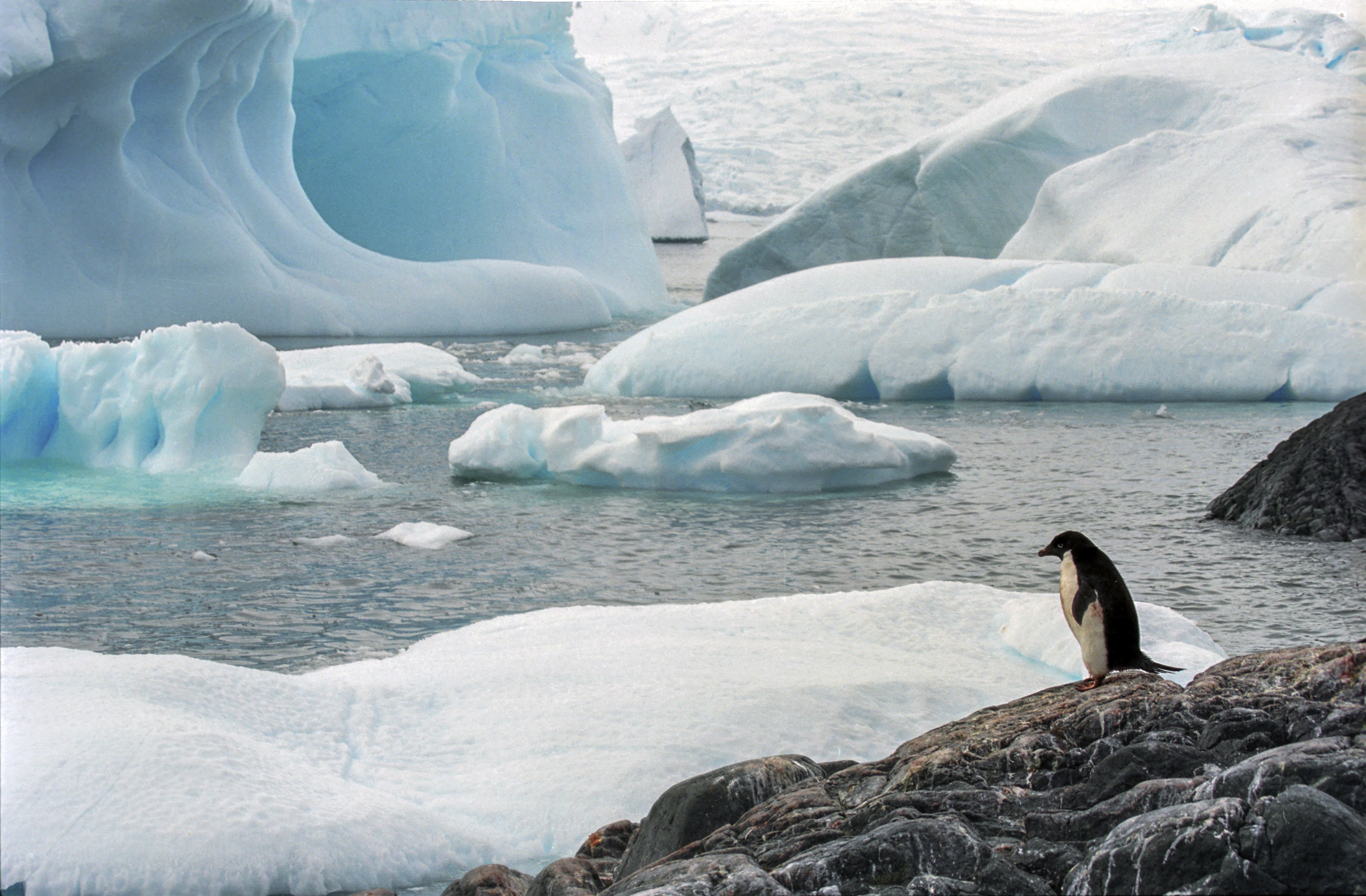
Số ít sinh vật biến thềm băng ở Nam Cực thành sinh cảnh của chúng, nhưng nước bên dưới lớp băng có thể cung cấp sinh cảnh cho nhiều loài. Các loài động vật như chim cánh cụt đã thích nghi để sống trong điều kiện rất lạnh.

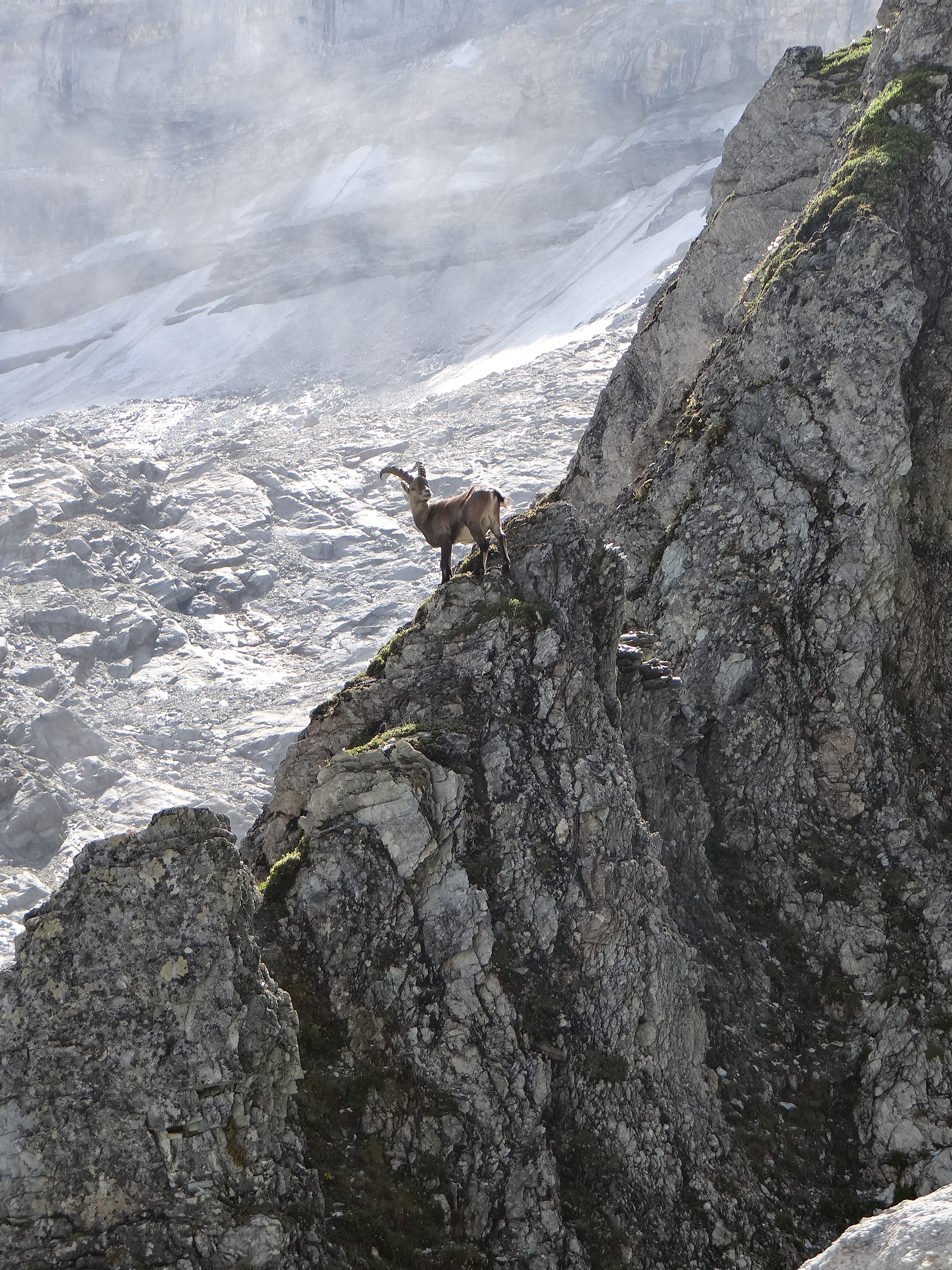
Sơn dương trong sinh cảnh núi cao

Trong sinh thái học, sinh cảnh hay môi trường sống (tiếng Anh: habitat) đề cập đến những mảng nguồn sống, các yếu tố vật lý và sinh học có trong một khu vực, chẳng hạn như để hỗ trợ sinh tồn và sinh sản của một loài cụ thể. Sinh cảnh của loài có thể được xem là biểu hiện vật lý ổ sinh thái của loài ấy. Do đó, "sinh cảnh" là một thuật ngữ chuyên về loài, về cơ bản khác với các khái niệm như môi trường hoặc tập hợp thảm thực vật, trong các trường hợp đó thuật ngữ "kiểu sinh cảnh" phù hợp hơn.
Những yếu tố vật lý có thể kể đến như: đất, độ ẩm, phạm vi nhiệt độ và cường độ ánh sáng. Các yếu tố sinh học gồm có tính sẵn có của thức ăn và sự hiện diện hay thiếu vắng động vật săn mồi. Mỗi loài đều có những yêu cầu sinh cảnh cụ thể, trong đó các loài rộng sinh cảnh có thể phát triển trong nhiều điều kiện môi trường trong khi các loài chuyên hóa sinh cảnh đòi hỏi một tập hợp yếu tố rất hạn chế để sinh tồn. Sinh cảnh của một loài không nhất thiết được phát hiện ở một khu vực địa lý, nó có thể là phần bên trong của một thân cây, một khúc gỗ mục nát, một tảng đá hoặc một đám rêu; một sinh vật ký sinh có sinh cảnh là cơ thể của vật chủ, một phần cơ thể của vật chủ (chẳng hạn như đường tiêu hóa) hoặc một tế bào đơn lẻ trong cơ thể vật chủ.
Kiểu sinh cảnh là phép phân loại môi trường của các môi trường khác nhau dựa trên những đặc điểm của một khu vực địa lý nhất định, đặc biệt là thảm thực vật và khí hậu. Do đó, những kiểu sinh cảnh không chỉ một loài đơn lẻ mà là nhiều loài sống trong cùng một khu vực. Ví dụ, các sinh cảnh trên cạn gồm có rừng, thảo nguyên, đồng cỏ, vùng bán khô hạn hoặc sa mạc. Những kiểu sinh cảnh nước ngọt gồm có đầm lầy cỏ, suối, sông, hồ và ao; các kiểu sinh cảnh biển thì có đầm lầy muối, bờ biển, vùng gian triều, cửa sông, ám tiêu, vịnh, biển khơi, đáy biển, vùng nước sâu và miệng phun dưới biển.
Kiểu sinh cảnh có thể thay đổi theo thời gian. Nguyên nhân của sự thay đổi có thể kể đến một sự kiện bạo lực (chẳng hạn như núi lửa phun trào, động đất, sóng thần, cháy rừng hoặc thay đổi dòng hải lưu); hoặc thay đổi có thể diễn ra dần dần qua hàng thiên niên kỷ cùng với sự thay đổi của khí hậu, khi các dải băng và sông băng tiến lên và rút lui, và khi các kiểu thời tiết khác nhau mang đến những thay đổi về lượng mưa và bức xạ Mặt Trời. Những thay đổi khác là kết quả trực tiếp bởi các hoạt động của con người, chẳng hạn như phá rừng, cày đồng cỏ cổ đại, chuyển hướng và đắp đập các dòng sông, rút cạn nước ở vùng đầm lầy và nạo vét đáy biển. Việc các loài ngoại lai du nhập có thể có tác động hủy hoại loài hoang dã bản địa – thông qua việc loài ăn thịt tăng lên, thông qua cạnh tranh nguồn sống hoặc thông qua việc du nhập sâu hại và bệnh dịch mà các loài bản địa không có khả năng miễn dịch với chúng.

## Định nghĩa và từ nguyên
Từ "habitat" (tiếng Anh của sinh cảnh) đã được sử dụng từ khoảng năm 1755 và bắt nguồn từ từ tiếng Latinh habitāre (nghĩa là cư trú) và từ habēre (nghĩa là sở hữu hoặc nắm giữ). Sinh cảnh có thể được định nghĩa là môi trường tự nhiên của một sinh vật, loại nơi mà nó sống và phát triển một cách tự nhiên. Nó có ý nghĩa tương tự như một sinh cảnh sinh thái (một khu vực có điều kiện môi trường đồng nhất liên quan đến một quần thể thực vật và động vật cụ thể).

## Yếu tố môi trường
Yếu tố môi trường chính tác động đến sự phân bố của các sinh vật sống là nhiệt độ, độ ẩm, khí hậu, đất, cường độ ánh sáng và sự hiện diện hay vắng bóng mọi nhu cầu mà sinh vật cần để duy trì nó. Nói chung, quần thể động vật phụ thuộc vào các loại quần thể thực vật cụ thể.
Một vài thực vật và động vật có yêu cầu sinh cảnh được đáp ứng ở nhiều nơi khác nhau. Ví dụ, loài bướm trắng nhỏ Pieris rapae được phát hiện ở mọi lục địa trên thế giới ngoại trừ Nam Cực. Ấu trùng của nó ăn nhiều loại Brassicas và nhiều loài thực vật khác, và nó phát triển mạnh ở bất kỳ địa điểm mở nào có những quần thể thực vật đa dạng. Bướm xanh lớn Phengaris arion thì có yêu cầu cụ thể hơn nhiều; nó chỉ được phát hiện ở những khu vực đồng cỏ đá vôi, ấu trùng của nó ăn các loài Thymus và do những yêu cầu vòng đời phức tạp, nó chỉ sinh sống ở những khu vực có kiến Myrmica sinh sống.
Yếu tố "xáo động" là yếu tố quan trọng nhằm tạo ra các kiểu sinh cảnh đa dạng sinh học. Trong trường hợp không bị xáo động lớp phủ thảm thực vật cao đỉnh sẽ phát triển ngăn cản những loài khác mọc lên. Những đồng cỏ hoa dại đôi khi do các nhà bảo tồn tạo nên song đa số loài thực vật có hoa được sử dụng đều là cây hàng năm hoặc hai năm và biến mất sau một vài năm do không có những mảng đất trống mà cây con của chúng có thể mọc trên đó. Sét đánh và cây đổ trong rừng nhiệt đới cho phép duy trì độ phong phú của loài khi loài tiên phong di chuyển đến để lấp đầy khoảng trống được tạo ra. Tương tự, những kiểu sinh cảnh ven biển có thể bị tảo bẹ chiếm ưu thế cho đến khi đáy biển bị bão gây xáo động và tảo bị cuốn đi, hoặc trầm tích dịch chuyển làm lộ ra những khu vực mới để định thực. Một nguyên nhân khác của xáo động là khi một khu vực có thể bị loài xâm lấn du nhập áp đảo mà không bị các loài thiên địch khống chế trong sinh cảnh mới của nó.

## Kiểu sinh cảnh

### Trên cạn

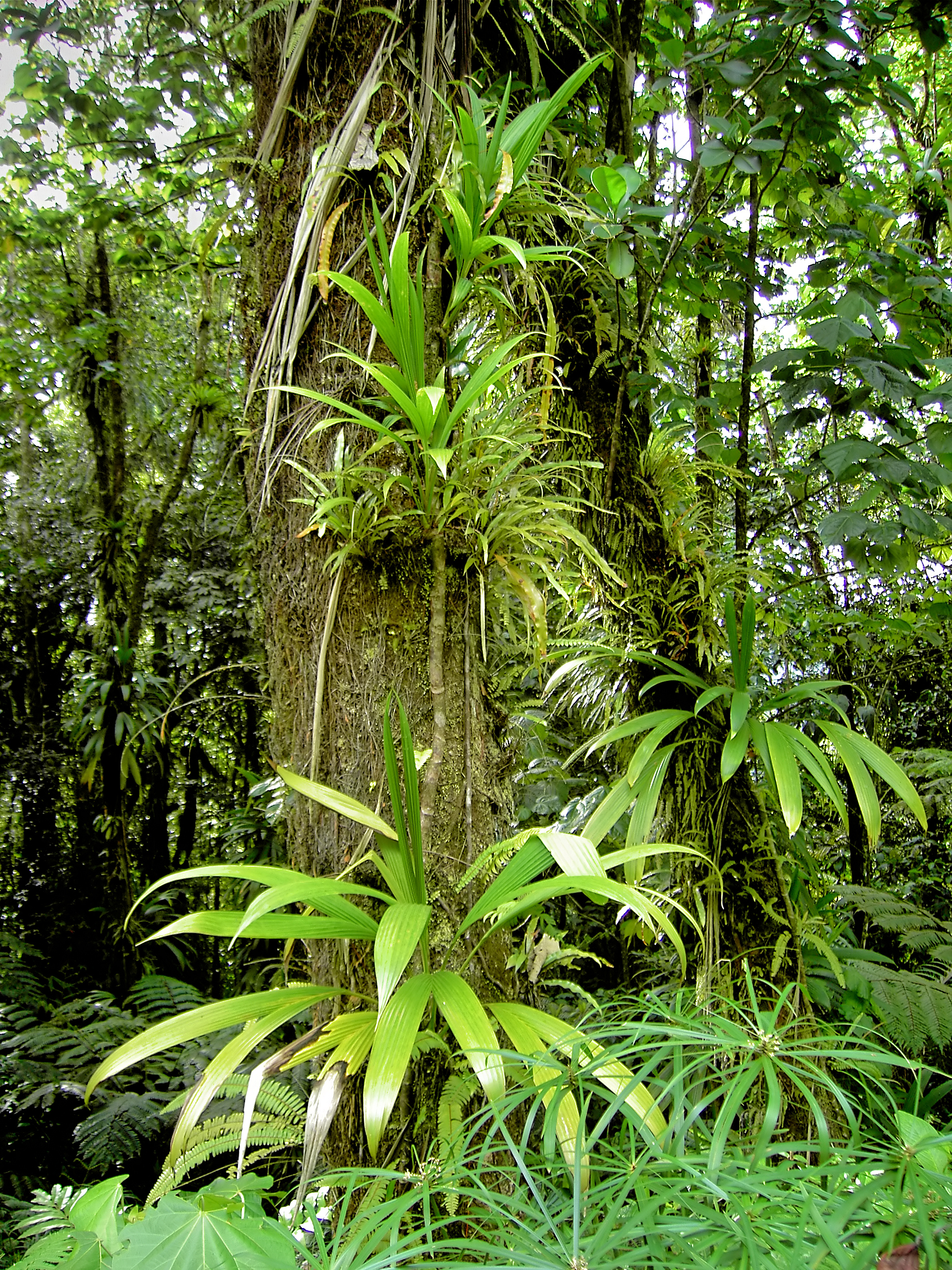
Sinh cảnh rừng nhiệt đới phong phú ở Dominica

Những kiểu sinh cảnh trên cạn gồm có rừng, đồng cỏ, vùng đất ngập nước và sa mạc. Trong những khu sinh học rộng lớn này là các kiểu sinh cảnh cụ thể hơn với đa dạng kiểu khí hậu, chế độ nhiệt độ, đất, độ cao và thảm thực vật khác nhau. Nhiều kiểu sinh cảnh trong số này phân loại lẫn nhau và mỗi loại có quần xã thực vật và động vật điển hình của riêng. Một kiểu sinh cảnh có thể phù hợp tốt với một loài cụ thể, nhưng việc sinh cảnh hiện diện hay vắng mặt tại bất kỳ địa điểm cụ thể nào phụ thuộc ngẫu nhiên (ở một mức độ nào đó) vào khả năng phân tán và hiệu quả lấn chiếm của nó.

### Khô hạn

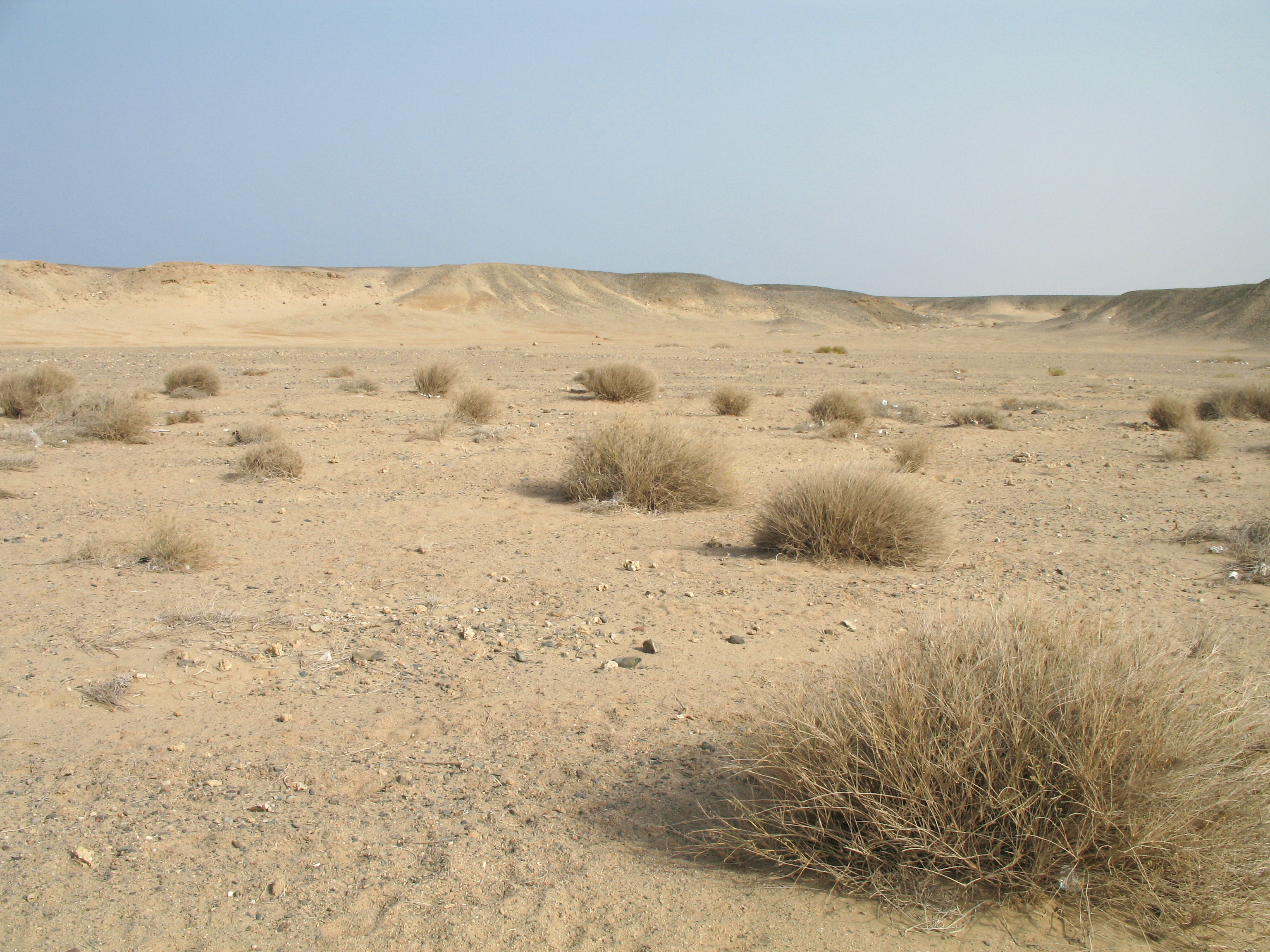
Khung cảnh sa mạc ở Ai Cập

Sinh cảnh khô hạn là những nơi có ít nước. Sinh cảnh khô hạn khắc nghiệt nhất là sa mạc. Động vật sa mạc có nhiều cách thích nghi để sinh tồn trong điều kiện khô hạn. Một số loài ếch sống ở sa mạc tạo ra kiểu sinh cảnh ẩm ướt dưới lòng đất và ngủ đông khi điều kiện bất lợi. Cóc chân thuổng Couch (Scaphiopus couchii) chui ra khỏi hang khi một trận mưa như trút nước xảy ra và đẻ trứng trong các vũng hình thành ngắn hạn; nòng nọc phát triển với tốc độ cực nhanh (đôi khi chỉ trong 9 ngày) trải qua biến thái hoàn toàn và ăn ngấu nghiến trước khi tự đào hang.

#### Danh sách kiểu sinh cảnh khô hạn
- Sa mạc
- Sa mạc sương mù
- Sa mạc vùng cực
- Thảo nguyên
- Tràng cỏ

### Đất ngập nước và ven sông
Những sinh vật khác đối phó với cạn kiệt môi trường nước của chúng theo những cách khác. Ao phù du (vernal pool) hình thành vào mùa mưa và sau đó khô cạn. Chúng có hệ thực vật đặc trưng thích nghi đặc biệt, chủ yếu là cây hàng năm (hạt của chúng sống sót qua hạn hán), nhưng cũng có một số cây lâu năm thích nghi độc đáo. Động vật thích nghi với những kiểu sinh cảnh khắc nghiệt này cũng tồn tại; tôm tiên có thể đẻ "trứng mùa đông", những quả trứng này có khả năng chống chọi với khí hậu khô cằn, tuy vậy có thể bị thổi bay theo bụi đến những chỗ trũng mới trong lòng đất. Chúng có thể tồn tại ở trạng thái ngừng hoạt động trong vòng 15 năm. Một số cá killi có tập tính tương tự; trứng của chúng nở ra và cá con phát triển rất nhanh khi có điều kiện thích hợp, nhưng toàn bộ quần thể cá có thể kết thúc bằng trứng trong giai đoạn đình dục (diapause) ở lớp bùn khô cạn mà trước đây từng là một cái ao.

#### Danh sách kiểu sinh cảnh đất ngập nước và ven sông
- Đầm lầy toan
- Đầm lầy cỏ
- Đầm lầy kiềm
- Đồng cỏ và xavan ngập nước
- Bãi bồi
- Đầm lầy cây bụi
- Đầm lầy cây thân gỗ
- Ao phù du
- Đồng cỏ ẩm ướt

### Rừng

#### Danh sách kiểu sinh cảnh rừng
- Rừng taiga
- Rừng sương mù
- Rừng đầm lầy than bùn
- Rừng lá kim ôn đới
- Rừng rụng lá ôn đới
- Rừng mưa ôn đới
- Rừng gai
- Rừng khô cận nhiệt đới
- Rừng lá rộng nhiệt đới ẩm
- Rừng mưa nhiệt đới
- Rừng thưa

### Nước ngọt

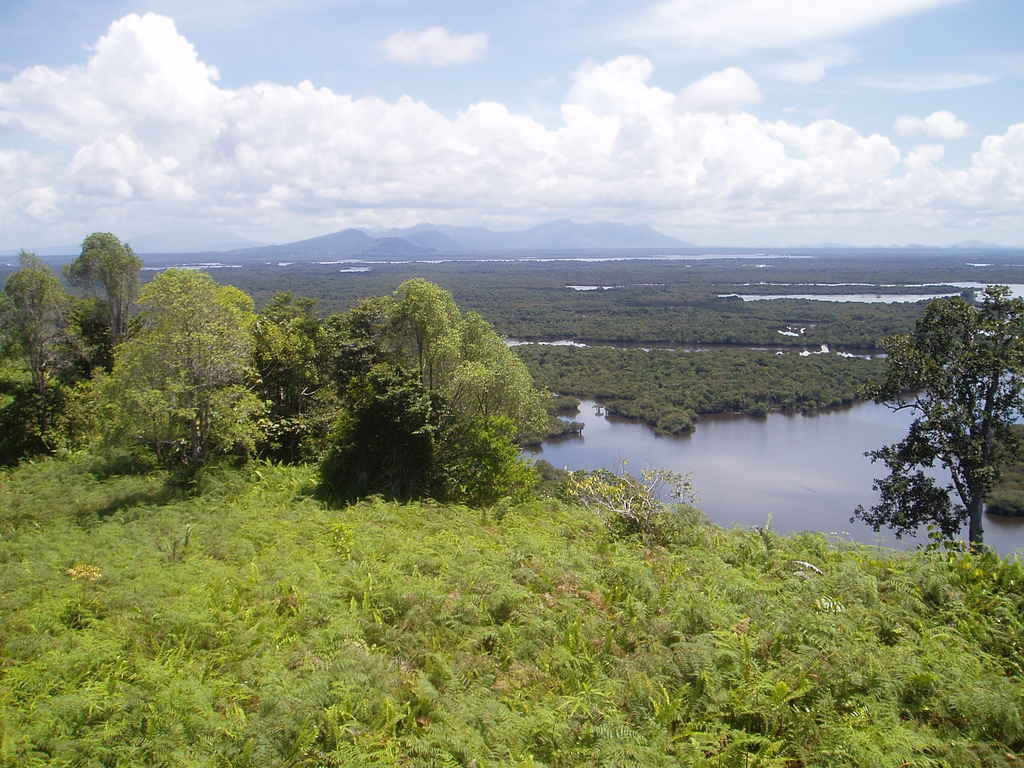
Kiểu sinh cảnh đất ngập nước ở Borneo

Những kiểu sinh cảnh môi trường sống nước ngọt bao gồm sông, suối, hồ, ao, đầm lầy cỏ và đầm lầy toan. Mặc dù một số sinh vật được phát hiện ở đa số kiểu sinh cảnh này, phần lớn chúng có những yêu cầu cụ thể hơn. Vận tốc nước, nhiệt độ và độ bão hòa oxy của sinh cảnh là những yếu tố quan trọng, nhưng ở các hệ thống sông thì có những đoạn chảy xiết và chảy chậm, ao, bayou và nước đọng cung cấp nhiều kiểu sinh cảnh. Tương tự, thực vật thủy sinh có thể nổi, bán ngập nước, ngập nước hoặc phát triển tạm thời hoặc vĩnh viễn trong đất bão hòa bên cạnh các vùng nước. Thực vật ven bờ cung cấp sinh cảnh quan trọng cho cả động vật không xương sống và động vật có xương sống, còn thực vật ngập nước cung cấp oxy cho nước, hấp thụ chất dinh dưỡng và góp phần giảm ô nhiễm.

### Đại dương
Sinh cảnh đại dương gồm có nước lợ, cửa sông, vịnh, biển khơi, vùng triều, đáy biển, rạn san hô và vùng nước sâu/nông. Những biến thể khác thì có vũng đá, bờ cát, bãi bùn, đầm phá nước lợ, bãi biển phủ cát và đá cuội, và thảm cỏ biển, tất cả đều hỗ trợ hệ động thực vật của riêng chúng. Vùng đáy nước hoặc đáy biển cung cấp một ngôi nhà cho cả sinh vật tĩnh, bám chặt vào cơ chất và cho một lướng lớn sinh vật bò trên bề mặt hoặc đào hang. Một số sinh vật nổi giữa những con sóng trên mặt nước, hoặc trôi dạt trên các mảnh vụn trôi nổi, những sinh vật khác lại bơi ở nhiều độ sâu, kể cả những sinh vật ở vùng đáy đại dương gần đáy biển và vô số sinh vật trôi theo dòng chảy và tạo thành sinh vật phù du.

#### Danh sách kiểu sinh cảnh đại dương
- Đồng bằng biển thẳm
- Vùng vô quang
- Vùng đáy nước
- Lỗ phun lạnh
- Rạn san hô
- Vùng đáy biển
- Cửa sông
- Miệng phun thủy nhiệt
- Vùng gian triều
- Rừng tảo bẹ
- Cận duyên hải
- Rãnh đại dương
- Vùng sáng
- Đồng cỏ biển
- Núi ngầm
- Hồ thủy triều

### Đô thị
Nhiều động vật và thực vật đã cư trú trong môi trường đô thị. Chúng có xu hướng trở thành những loài chuyên hóa dễ thích nghi và sử dụng các đặc điểm của thị trấn để làm nhà. Chuột lớn và chuột nhắt đã theo con người đi khắp thế giới. Bồ câu, chim cắt lớn, chim sẻ, chim én và chim sẻ nhỏ sử dụng các tòa nhà để làm tổ; dơi sử dụng không gian mái nhà để làm tổ; cáo ghé thăm thùng rác còn sóc, sói đồng cỏ, gấu mèo và chồn hôi lang thang trên đường phố. Khoảng 2.000 con sói đồng cỏ được cho là sống trong và xung quanh Chicago. Một cuộc khảo sát nhà ở tại các thành phố Bắc Âu trong thế kỷ 20 đã phát hiện khoảng 175 loài động vật không xương sống bên trong chúng, bao gồm 53 loài bọ cánh cứng, 21 loài ruồi, 13 loài bướm và bướm đêm, 13 loài ve, 9 loài rận, 7 loài ong, 5 loài ong bắp cày, 5 loài gián, 5 con nhện, 4 con kiến và một số nhóm khác. Ở vùng khí hậu ấm hơn, mối là loài gây hại nghiêm trọng ở sinh cảnh đô thị; 183 loài được biết là tác động đến các tòa nhà và 83 loài gây ra thiệt hại cấu trúc nghiêm trọng.

## Kiểu vi sinh cảnh

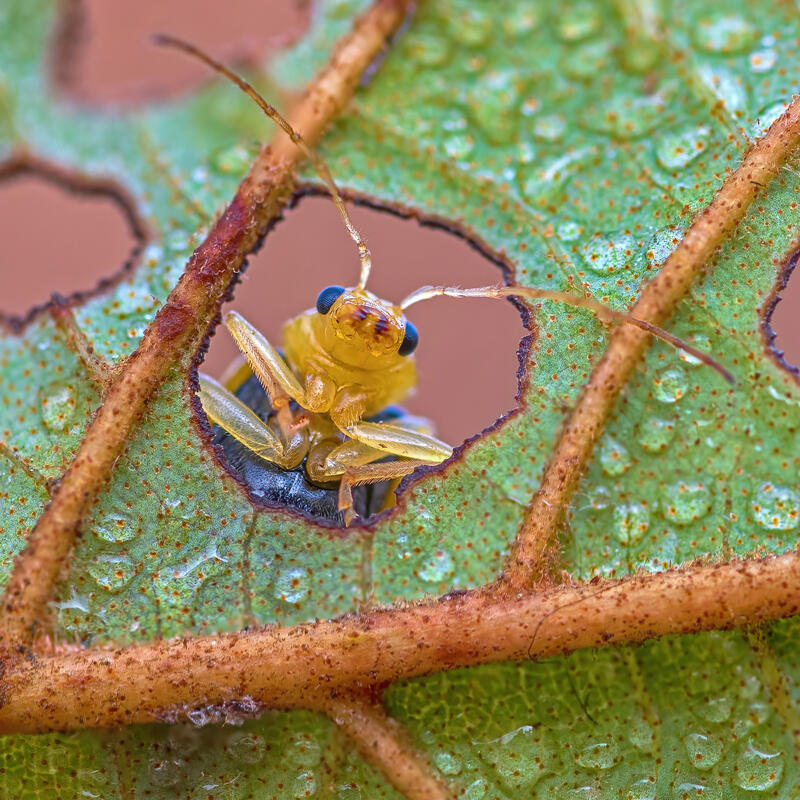
Lá cây Alnus nepalensis cung cấp vi sinh cảnh cho các loài như bọ cánh cứng lá Aulacophora indica.

Một vi sinh cảnh là các yêu cầu vật lý quy mô nhỏ của một sinh vật hoặc quần thể cụ thể. Mỗi sinh cảnh bao gồm một lượng lớn các loại vi sinh cảnh với mức độ tiếp xúc khác nhau với ánh sáng, độ ẩm, nhiệt độ, chuyển động không khí và các yếu tố khác. Địa y mọc ở mặt phía bắc của tảng đá khác với địa y mọc ở mặt phía nam, địa y trên đỉnh và địa y mọc trên mặt đất gần đó; địa y mọc trong các rãnh và trên bề mặt nổi khác với địa y mọc trên các mạch thạch anh. Ẩn mình giữa những "khu rừng" thu nhỏ này là hệ vi động vật, loài động vật không xương sống, mỗi loài có yêu cầu sinh cảnh cụ thể riêng.
Có nhiều loại vi sinh cảnh khác nhau trong gỗ; rừng lá kim, rừng lá rộng, rừng thưa, rừng rải rác, ven rừng thưa, khoảng rừng thưa và trảng; thân, cành, cành con, chồi, lá, hoa và quả; vỏ sần sùi, vỏ nhẵn, vỏ hư, gỗ mục, hõm, rãnh và lỗ; tán, lớp cây bụi, lớp thực vật, lớp lá và đất; rễ hạch, gốc cây, khúc gỗ đổ, gốc thân, bụi cỏ, nấm, dương xỉ và rêu. Tính đa dạng cấu trúc trong gỗ càng lớn thì số lượng các loại vi sinh cảnh sẽ càng nhiều. Một loạt loài cây với những mẫu chuẩn riêng lẻ có kích thước và độ tuổi khác nhau, một loạt các đặc điểm như dòng chảy, khu vực bằng phẳng, sườn dốc, đường mòn, khoảng rừng thưa và những khu vực rừng bị đốn hạ sẽ tạo điều kiện thích hợp cho một số lượng lớn các loài thực vật và động vật đa dạng sinh học. Ví dụ ở Anh, giới khoa học ước tính rằng nhiều loại gỗ mục nát khác nhau là nơi sinh sống của hơn 1700 loài động vật không xương sống.
Ở sinh vật ký sinh, sinh cảnh của nó là phần đặc biệt bên ngoài hoặc bên trong vật chủ hay trong đấy nó thích nghi để sống. Vòng đời của một vài sinh vật ký sinh liên quan đến một số loài vật chủ khác nhau, cũng như các giai đoạn sống tự do, đôi khi là ở những loại vi sinh cảnh rất khác nhau. Một sinh vật kiểu như vậy là sán lá (giun dẹt) Microphallus turgidus hiện diện ở các đầm lầy nước lợ ở đông nam Hoa Kỳ. Vật chủ trung gian đầu tiên của nó là ốc sên còn vật chủ trung gian thứ hai là tôm thủy tinh. Vật chủ cuối cùng là chim nước hoặc động vật có vú ăn tôm.

## Kiểu sinh cảnh khắc nghiệt
Mặc dù phần lớn sự sống trên Trái Đất sống trong môi trường trung bình, song số ít sinh vật (hầu hết là vi khuẩn) đã tìm đến những môi trường khắc nghiệt không phù hợp với các dạng sống phức tạp hơn. Ví dụ, có những vi khuẩn sống ở Hồ Whillans, nửa dặm bên dưới lớp băng ở Nam Cực; trong trường hợp không có ánh sáng mặt trời, chúng phải dựa vào vật chất hữu cơ từ nơi khác, có thể là chất phân hủy từ nước tan chảy của sông băng hoặc khoáng chất từ đá bên dưới. Những vi khuẩn khác có thể được phát hiện đông đảo ở Rãnh Mariana, nơi sâu nhất trong đại dương và trên Trái Đất; tuyết đại dương trôi xuống từ các lớp bề mặt của biển và tích tụ trong thung lũng dưới đáy biển, cung cấp chất dinh dưỡng cho một quần thể vi khuẩn rộng lớn.
Những vi khuẩn khác sống trong môi trường thiếu oxy và phụ thuộc vào các phản ứng hóa học ngoài quang hợp. Khi khoan xuống đáy biển đầy đá 300 m (1.000 ft) có thể thấy những quần thể vi sinh vật có cấu tạo dường như dựa trên những sản phẩm của phản ứng giữa nước và các thành phần của đá. Những quần thể này chưa được nghiên cứu nhiều, nhưng có thể là một phần quan trọng của chu trình carbon địa cầu. Đá trong mỏ sâu 3,2 km (2 dặm) cũng chứa vi khuẩn; chúng sống dựa trên những vết tích nhỏ của hydro được tạo ra trong các phản ứng oxy hóa chậm bên trong đá. Những phản ứng trao đổi chất này cho phép sự sống tồn tại ở những nơi không có oxy hoặc ánh sáng (môi trường trước đây bị xem là không có sự sống).
Vùng gian triều và vùng sáng trong đại dương là những kiểu sinh cảnh tương đối quen thuộc. Tuy nhiên, phần lớn đại dương không phù hợp cho con người khám phá, khi mà giới hạn để cho một thợ lặn có bình khí lạn xuống là khoảng trên 50 m (160 ft). Giới hạn thấp nhất để quá trình quang hợp có thể diễn ra là từ 100 đến 200 m (330 đến 660 ft) và dưới độ sâu ấy xung quanh hoàn toàn chỉ là bóng tối, áp suất cao, ít oxy (ở một vài nơi), nguồn thức ăn khan hiếm và vô cùng lạnh lẽo. Sinh cảnh này rất khó nghiên cứu và cũng như ít được nghiên cứu vì nó vô cùng rộng lớn, với 79% sinh quyển của Trái Đất nằm ở độ sâu hơn 1.000 m (3.300 ft).  Không có sự sống của thực vật, động vật trong khu vực này hoặc là loài ăn mùn bã (phụ thuộc vào thức ăn trôi xuống từ các lớp bề mặt) hoặc chúng là động vật ăn thịt lẫn nhau. Một số sinh vật là sinh vật biển bơi hoặc trôi dạt giữa đại dương, trong khi những sinh vật khác là sinh vật đáy, sống trên hoặc gần đáy biển. Tốc độ phát triển và trao đổi chất của chúng có xu hướng chậm lại, mắt chúng có thể rất to để phát hiện những thứ ở nơi ít ánh sáng, hoặc chúng có thể bị mù và dựa vào các đầu vào giác quan khác. Một số sinh vật biển sâu có thể phát quang sinh học, giúp phục vụ nhiều chức năng như săn mồi, bảo vệ và tìm được bạn đời. Nói chung, cơ thể của động vật sống ở độ sâu lớn thích nghi với môi trường áp suất cao nhờ có phân tử sinh học chịu được áp suất và phân tử hữu cơ nhỏ có trong tế bào của chúng được gọi là piezolyte, mang lại cho protein cho nhu cầu linh hoạt của chúng. Ngoài ra còn có chất béo không bão hòa trong màng ngăn chúng không bị đông đặc ở nhiệt độ thấp.

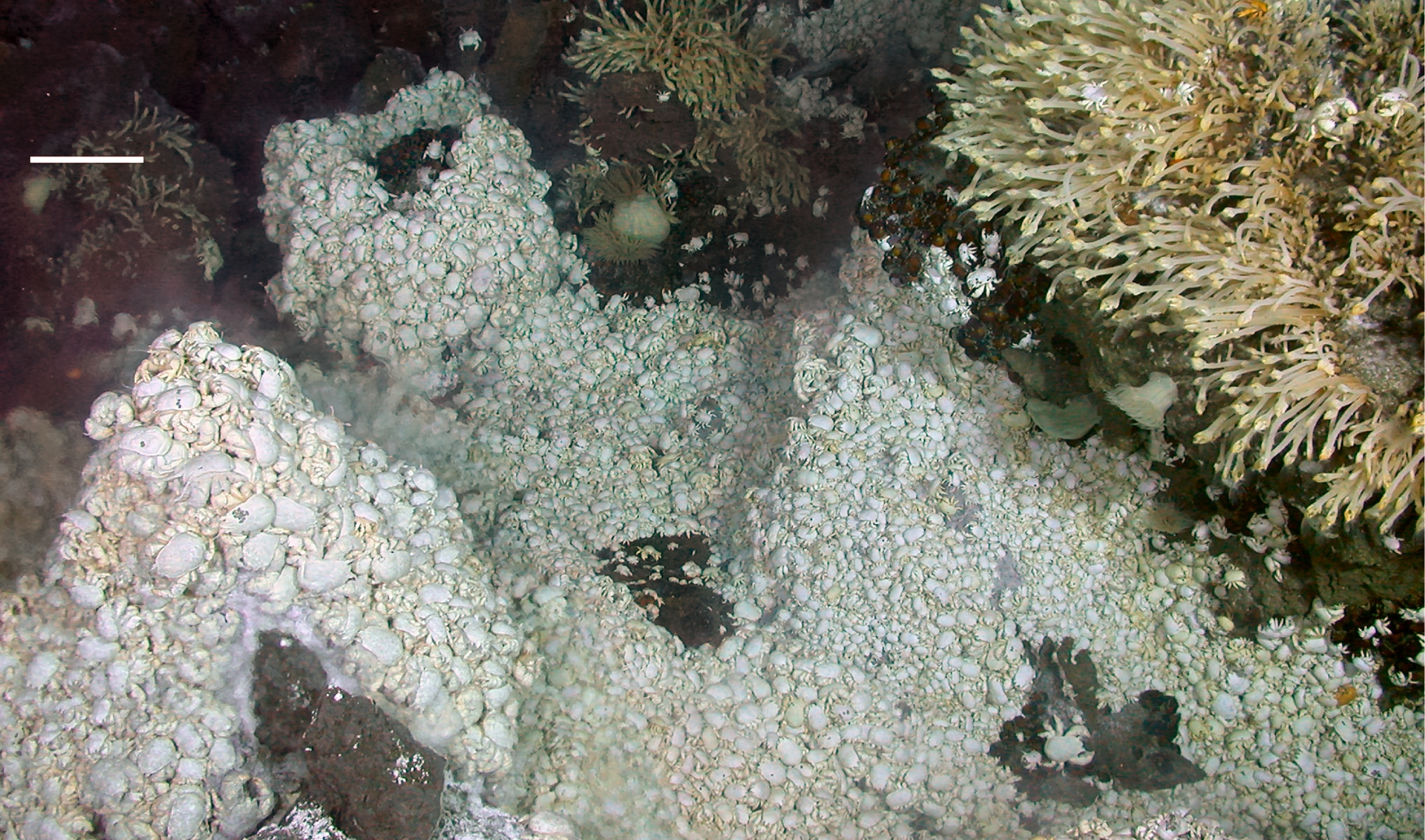
Mật độ cua trắng dày đặc tại một miệng phun thủy nhiệt, với những con hà có thân ở bên phải

Miệng phun thủy nhiệt lần đầu được phát hiện ở độ sâu đại dương vào năm 1977. Chúng là kết quả của việc nước biển trở nên nóng lên sau khi thấm qua các vết nứt đến những nơi có mắc ma nóng gần đáy biển. Những suối nước nóng dưới nước có thể phun lên nhiệt độ trên 340 °C (640 °F) và hỗ trợ các quần thể sinh vật độc nhất trong vùng lân cận của chúng. Cơ sở cho sự sống dồi dào này là hóa tổng hợp (quá trình mà vi khuẩn chuyển đổi các chất như hydro sunfide hoặc amonia thành các phân tử hữu cơ). Những vi khuẩn này và cổ khuẩn là sinh vật sản xuất chính trong các hệ sinh thái này và hỗ trợ tính đa dạng cho sự sống. Khoảng 350 loài sinh vật (chủ yếu là động vật thân mềm, giun nhiều tơ và động vật giáp xác) đã được phát hiện xung quanh các miệng phun thủy nhiệt vào cuối thế kỷ 20, hầu hết chúng là loài mới đối với giới khoa học và là loài đặc hữu của những kiểu sinh cảnh này.
Bầu khí quyển bên cạnh việc mang lại cơ hội di chuyển cho động vật có cánh và làm đường dẫn phát tán hạt phấn hoa, bào tử và hạt, còn có thể được xem là một kiểu sinh cảnh theo đúng nghĩa của nó. Có những vi khuẩn hoạt động trao đổi chất tích cực sinh sản và hoàn toàn chỉ tồn tại trong không khí, với hàng trăm nghìn sinh vật riêng lẻ ước tính có mặt trong một mét khối không khí. Quần thể vi sinh vật trong không khí có thể đa dạng như trong đất hoặc các môi trường trên cạn khác, tuy nhiên những sinh vật này không phân bố đều, mật độ của chúng thay đổi theo không gian với các điều kiện độ cao và môi trường. Sinh học không khí chưa được nghiên cứu nhiều, nhưng có bằng chứng về cố định nitơ trong mây và bằng chứng ít rõ ràng hơn về chu trình carbon, cả hai đều được hoạt động của vi sinh vật tạo điều kiện thuận lợi.
Có những ví dụ khác về kiểu sinh cảnh khắc nghiệt tồn tại các dạng sống thích nghi đặc biệt; hồ nhựa đường có đầy sự sống của vi sinh vật; các bể dầu thô tự nhiên là nơi sinh sống của ấu trùng ruồi dầu; suối nước nóng là nơi nhiệt độ có thể cao tới 71 °C (160 °F) và vi khuẩn lam tạo nên thảm vi sinh vật; lỗ phun lạnh là nơi khí methan và hydro sunfide thoát ra từ đáy đại dương và hỗ trợ vi sinh vật và động vật bậc cao như trai hình thành mối liên hệ cộng sinh với các sinh vật kỵ khí này; chảo muối chứa vi khuẩn chịu mặn, cổ khuẩn và cả các loại nấm như nấm men đen Hortaea werneckii và nấm đảm Wallemia ichthyophaga; các tảng băng ở Nam Cực hỗ trợ nấm Thelebolus; băng hà chứa nhiều loại vi khuẩn và nấm; và những cánh đồng tuyết nơi tảo phát triển.

## Thay đổi sinh cảnh

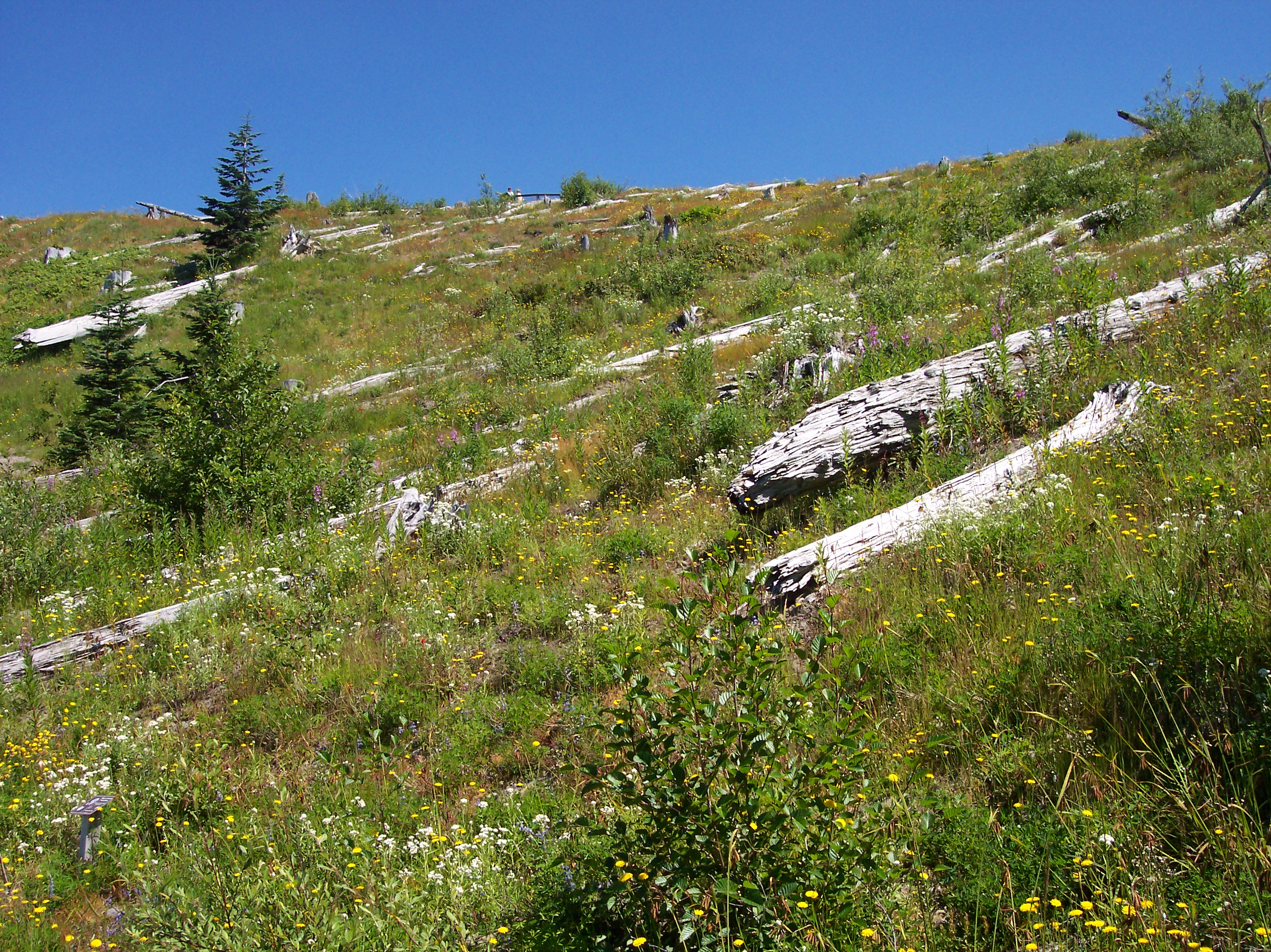
25 năm sau vụ phun trào thảm khốc ở Núi St. Helens, Hoa Kỳ, các loài tiên phong đã chuyển đến sinh sống.

Bất kể là do các quá trình tự nhiên hay hoạt động của con người, cảnh quan và kiểu sinh cảnh liên quan của chúng thay đổi theo thời gian. Có những thay đổi địa mạo diễn ra chậm liên quan đến những quá trình địa chất gây ra kiến tạo núi nâng và sụt lún, cùng những thay đổi nhanh hơn liên quan đến động đất, sạt lở đất, bão, lũ lụt, cháy rừng, xói mòn bờ biển, phá rừng và thay đổi sử dụng đất. Kế đó là những thay đổi kiểu sinh cảnh do thay đổi trong tập quán canh tác, du lịch, ô nhiễm, phân mảnh và biến đổi khí hậu.
Mất sinh cảnh là mối đe dọa lớn nhất đối với bất kỳ loài nào. Nếu một hòn đảo mà một sinh vật đặc hữu sinh sống không cư ngụđược vì một lý do nào đó, thì loài đó sẽ bị tuyệt chủng. Bất kỳ kiểu sinh cảnh nào bị một sinh cảnh khác bao quanh đều ở trong tình trạng tương tự như một hòn đảo. Nếu một khu rừng bị chia thành nhiều phần bằng cách khai thác gỗ, cùng với các mảnh đất bị dọn sạch ngăn cách các khối rừng, và khoảng cách giữa các mảnh còn lại vượt quá khoảng cách mà một cá thể động vật có thể di chuyển, thì loài đó sẽ trở nên đặc biệt dễ bị tổn thương. Những quần thể nhỏ thường thiếu tính đa dạng di truyền và có thể bị loài săn mồi tăng lên, cạnh tranh gia tăng, bệnh tật và thảm họa ngoài dự kiến đe dọa. Ở rìa của mỗi mảnh rừng, ánh sáng tăng lên sẽ khuyến khích các loài sinh trưởng nhanh phát triển thứ cấp và những cây già cỗi dễ bị khai thác hơn khi khả năng tiếp cận được cải thiện. Những loài chim làm tổ trong các kẽ hở của chúng, thực vật biểu sinh thì treo trên cành của chúng và các động vật không xương sống trong lớp lá đều bị ảnh hưởng xấu và đa dạng sinh học bị sụt giảm. Phân mảnh sinh cảnh có thể được cải thiện ở một mức độ nào đó bằng cách cung cấp đường hào rộng hoang dã kết nối các phân mảnh vỡ. Đây có thể là một con sông, con mương, dải cây, hàng rào hoặc thậm chí là đường chui vào cao tốc. Không có đường hào rộng, hạt không thể phân tán và động vật (đặc biệt là những loài nhỏ) không thể đi qua lãnh thổ thù địch, khiến các quần thể có nguy cơ tuyệt chủng cục bộ cao hơn.
xáo động sinh cảnh có thể gây tác động lâu dài đến môi trường. Bromus tectorum là một loại cỏ mạnh mẽ từ Châu Âu được du nhập vào Hoa Kỳ, và nó biến nơi đây thành chỗ xâm lấn. Nó thích nghi cao với lửa, tạo ra một lượng lớn mảnh vụn dễ cháy và làm tăng tần suất cũng như cường độ các vụ cháy rừng. Ở những khu vực mà nó hình thành, nó làm thay đổi chế độ chữa cháy địa phương đến mức các loài thực vật bản địa không thể sống sót sau những đám cháy thường xuyên, cho phép nó áp đảo hơn nữa. Một ví dụ về biển là khi quần thể cầu gai "bùng nổ" ở vùng ven biển và tiêu diệt mọi rong biển hiện có. Những gì trước đây là rừng tảo bẹ nay trở thành bị cầu gai xâm lấn có thể tồn tại trong nhiều năm và có thể tác động sâu sắc đến chuỗi thức ăn. Ví dụ, việc loại bỏ cầu gai biển do dịch bệnh có thể làm rong biển quay trở lại, với quá nhiều tảo bẹ phát triển nhanh.

### Phá hủy
Phá hủy sinh cảnh (còn được gọi là mất sinh cảnh và giảm sinh cảnh) là quá trình mà sinh cảnh tự nhiên không còn khả năng hỗ trợ các loài bản địa của nó. Những sinh vật từng sinh sống tại nơi đây bị di dời hoặc chết, do đó làm giảm đa dạng sinh học và độ phong phú của loài. Phá hủy sinh cảnh là nguyên nhân hàng đầu gây mất đa dạng sinh học. Phân mảnh và mất sinh cảnh đã trở thành một trong những đề tài nghiên cứu sinh thái học quan trọng nhất vì chúng là những mối đe dọa lớn đối với sự tồn tại của các loài có nguy cơ tuyệt chủng.
Những hoạt động như khai thác tài nguyên thiên nhiên, sản xuất công nghiệp và đô thị hóa là những hành vi của con người góp phần phá hủy sinh cảnh. Áp lực từ nông nghiệp là nguyên nhân chính của con người. Một số khác gồm có khai thác mỏ, khai thác gỗ, giăng lưới bắt cá và phát triển đô thị. Phá hủy sinh cảnh hiện được xem là nguyên nhân chính gây tuyệt chủng của các loài trên toàn thế giới. Những yếu tố môi trường có thể gián tiếp góp phần phá hủy sinh cảnh. Các quá trình địa chất, biến đổi khí hậu, du nhập loài xâm lấn, cạn kiệt chất dinh dưỡng của hệ sinh thái, ô nhiễm nước và tiếng ồn là một số ví dụ. Mất sinh cảnh có thể xảy ra trước phân mảnh sinh cảnh đầu tiên.

## Bảo vệ sinh cảnh
Việc bảo vệ kiểu sinh cảnh là một bước cần thiết trong khâu duy trì đa dạng sinh học bởi nếu sinh cảnh bị hủy hoại thì động vật và thực vật sống phụ thuộc vào sinh cảnh ấy sẽ bị ảnh hưởng. Nhiều quốc gia đã ban hành luật để bảo vệ thú hoang dã của nước họ. Luật này có thể dưới hình thức thành lập các công viên quốc gia, khu bảo tồn rừng và khu bảo tồn loài hoang dã, hoặc có thể hạn chế hoạt động của con người với mục tiêu mang lại lợi ích cho loài hoang dã. Luật có thể được xây dựng để bảo vệ một loài hoặc một nhóm loài cụ thể, hoặc luật có thể cấm các hoạt động như thu thập trứng chim, săn bắt động vật hoặc phá thực vật. Luật chung về bảo vệ kiểu sinh cảnh có thể khó thực hiện hơn so với yêu cầu địa điểm cụ thể. Năm 1973, một khái niệm được giới thiệu ở Hoa Kỳ liên quan đến bảo vệ sinh cảnh quan trọng của các loài nguy cấp và một khái niệm tương tự được bổ sung vào một số luật của Úc.
Những hiệp ước quốc tế có thể cần thiết đối với các mục tiêu như thành lập các khu bảo tồn biển. Một thỏa thuận quốc tế khác là Công ước về bảo tồn các loài động vật hoang dã di cư nhằm bảo vệ các loài động vật di cư trên toàn cầu và cần được bảo vệ ở nhiều quốc gia. Ngay cả khi pháp luật bảo vệ môi trường, việc thiếu thực thi luật thường làm cho bảo vệ không hiệu quả. Tuy nhiên, việc bảo vệ kiểu sinh cảnh cần tính đến nhu cầu thực phẩm, nhiên liệu và các nguồn sống khác của cư dân địa phương. Vì đối mặt với nghèo đói, một người nông dân có thể cày xới một mảnh đất phẳng mặc dù đây là sinh cảnh thích hợp cuối cùng của một loài có nguy cơ tuyệt chủng như chuột túi San Quintin, và thậm chí giết con vật này vì cho đây là loài gây hại. Vì lợi ích của du lịch sinh thái, điều mà giới khoa học mong muốn là các cộng đồng địa phương được giáo dục về tính độc đáo của hệ động thực vật của họ.

## Sinh cảnh độc nhất
Kiểu sinh cảnh độc nhất là một khái niệm đôi khi được sử dụng trong sinh học bảo tồn, trong đó một loài động vật hoặc thực vật là loài duy nhất thuộc chủng loại của nó được tìm trong một sinh cảnh cụ thể và tạo thành một độc canh. Mặc dù có vẻ như kiểu sinh cảnh như vậy kém đa dạng sinh học so với kiểu sinh cảnh đa dạng, nhưng không nhất thiết phải như vậy. Loài thực vật kỳ lạ Hydrilla độc canh giúp hỗ trợ một hệ động vật không xương sống phong phú tương tự thành một sinh cảnh đa dạng hơn. Sinh cảnh độc nhất xảy ra trong cả giới thực vật và động vật. Một số loài xâm lấn có thể tạo ra các quần thể độc canh nhằm ngăn cản các loài khác phát triển ở đó. Sự lấn chiếm áp đảo có thể xảy ra do các hóa chất làm chậm tiết ra, độc nhất chất dinh dưỡng hoặc do thiếu các biện pháp kiểm soát tự nhiên như động vật ăn cỏ hoặc khí hậu, khiến chúng cân bằng với các kiểu sinh cảnh bản địa của chúng. Cây cúc vàng Centaurea solstitialis là một ví dụ về sinh cảnh độc nhất thực vật của loài này, hiện đang chiếm ưu thế trên 15.000.000 mẫu Anh (61.000 km2) chỉ riêng ở California. Trai vằn ngoại lai Dreissena polymorpha lấn chiếm các khu vực của Ngũ Đại Hồ và lưu vực sông Mississippi là một ví dụ về sinh cảnh độc nhất trong động vật học; không có loài săn mồi hoặc ký sinh kiểm soát nó trong phạm vi sinh sống ở Nga.